# Andia Chaves Fonnegra
Andia Chaves Fonnegra es una bióloga marina colombiana, receptora de una beca L'Oréal-UNESCO a Mujeres en Ciencia en el año 2011 por su labor investigativa enfocada en el estudio de la esponja marina Cliona delitrix y su impacto en los arrecifes de coral, convirtiéndose en la quinta científica colombiana en obtener dicho reconocimiento.

## Biografía

### Formación académica
Chaves se convirtió en bióloga marina en 2001 y cursó una Maestría en Biología Marina en la Universidad Nacional de Colombia Sede Bogotá entre 2003 y 2006. En 2009 se trasladó a la Florida en los Estados Unidos para realizar un Doctorado en Oceanografía y Biología Marina en la Universidad de Nova Southeastern.

### Carrera

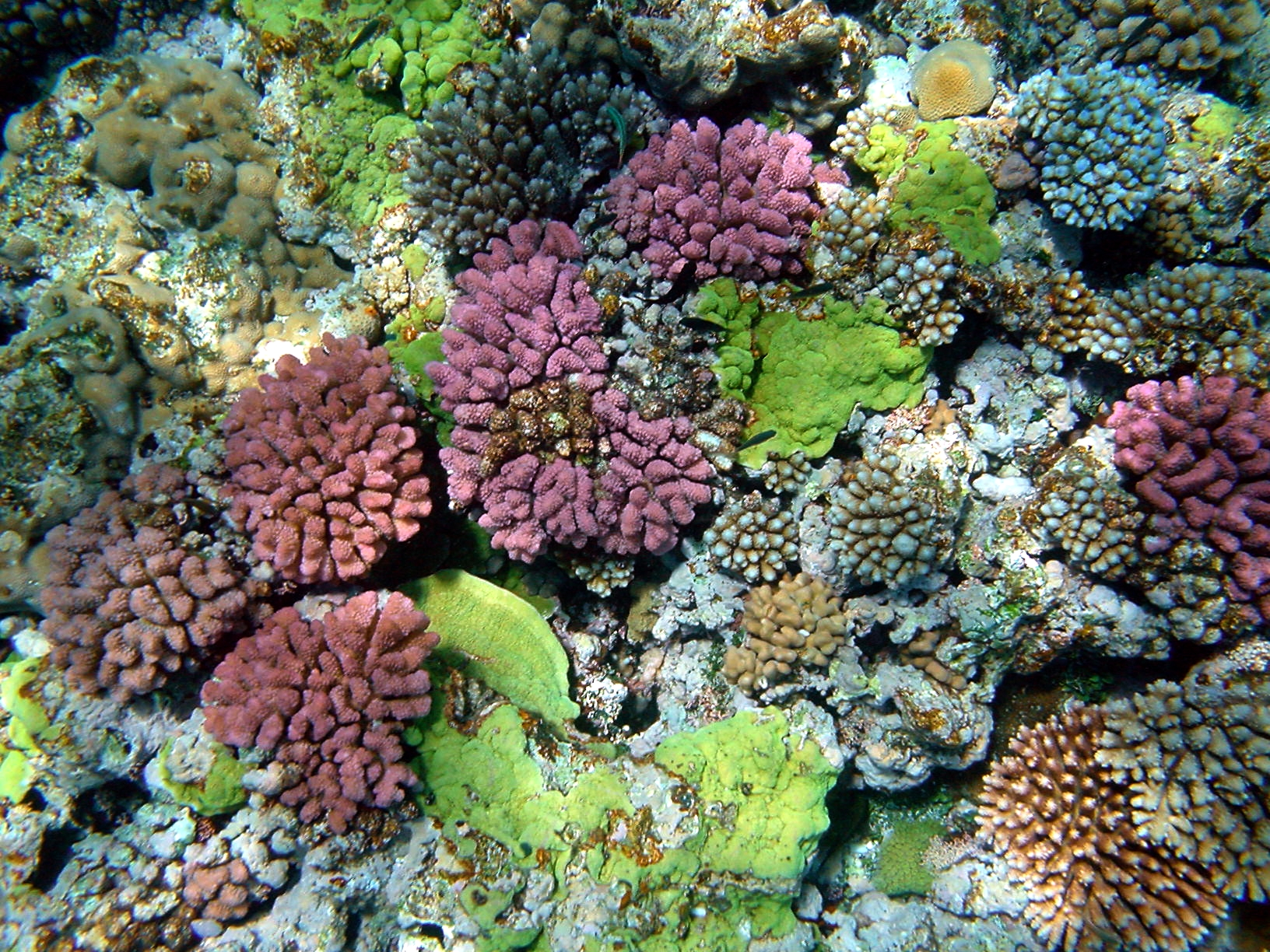
La acción excavadora de la esponja Cliona delitrix sobre los arrecifes de coral es la línea de investigación principal de Andia Chaves.

En 2001 se vinculó profesionalmente al Instituto de Investigaciones Marinas y Costeras José Benito Vives de Andréis (INVEMAR) como pasante y auxiliar de investigación. En 2007 se convirtió en docente de la Universidad Pedagógica Nacional. En 2011 recibió una beca L'Oréal-UNESCO a Mujeres en Ciencia por su labor investigativa enfocada en el estudio de la esponja marina Cliona delitrix, organismo que crece entre el carbonato de calcio que forma el esqueleto de los arrecifes de coral y que, mediante una acción excavadora, va deteriorando paulatinamente el coral. En el mar Caribe el desarrollo de esta esponja se ha acelerado en los últimos años, dando como resultado la erosión paulatina de los corales, alterando el ecosistema.

## Premios y reconocimientos
- 2002 - Premio SIGMA XI Grant, Sociedad de Investigación Científica.
- 2006 - Mención Meritoria Tesis de Maestría, Universidad Nacional de Colombia Sede Bogotá.
- 2008 - Mérito Académico Donald Ross, Universidad de Alberta.
- 2011 - Beca L'Oréal-UNESCO a Mujeres en Ciencia.
- 2014 - Premio al Logro Estudiantil, Universidad de Nova Southeastern.